# Александренко Сергій Миколайович
Сергі́й Микола́йович Алекса́́ндренко (нар. 2 червня 1979, Олбин, Чернігівська обл. — пом. 9 серпня 2014, Весела Тарасівка, Луганська обл.) — старший солдат 1-ї окремої танкової бригади Збройних сил України, учасник російсько-української війни.

## Життєпис
Народився 1979 року в селі Олбин. Закінчив 1996-го олбинську загальноосвітню школу; пройшов строкову військову службу в лавах ЗСУ (1997—1999). 2001 року закінчив Остерський будівельний технікум (сучасний Остерський коледж будівництва та дизайну). Працював у Києві (на заводі залізобетонних конструкцій). 2011 року збирався одружитися — але його дівчина загинула в автокатастрофі.
У березні 2014 року мобілізований, старший солдат, радіотелеграфіст 1-ї окремої гвардійської танкової бригади.
Загинув 9 серпня 2014 року під час ударно-пошукових дій внаслідок обстрілу в районі с. Весела Тарасівка, Лутугинський район, Луганська область.
Похований 22 серпня 2014-го в рідному селі. Його родина проживає в селі Олбин.

## Нагороди та вшанування
- 15 травня 2015 року — за особисту мужність і героїзм, виявлені у захисті державного суверенітету та територіальної цілісності України, вірність військовій присязі під час російсько-української війни, відзначений — нагороджений орденом «За мужність» III ступеня (посмертно).[4]
- нагрудним знаком «За оборону Луганського аеропорту» (посмертно)
- 20 квітня 2021 року — Почесна відзнака Чернігівської обласної ради «За мужність і вірність Україні»[5].
- його портрет розміщений на меморіалі «Стіна пам'яті полеглих за Україну» у Києві: секція 2, ряд 9, місце 24.
- вшановується 9 серпня на щоденному ранковому церемоніалі вшанування захисників України, які загинули за свободу, незалежність і територіальну цілісність нашої держави[6]